# Mesembryanthemum
Mesembryanthemum là chi thực vật có hoa trong họ Aizoaceae.

## Hình ảnh

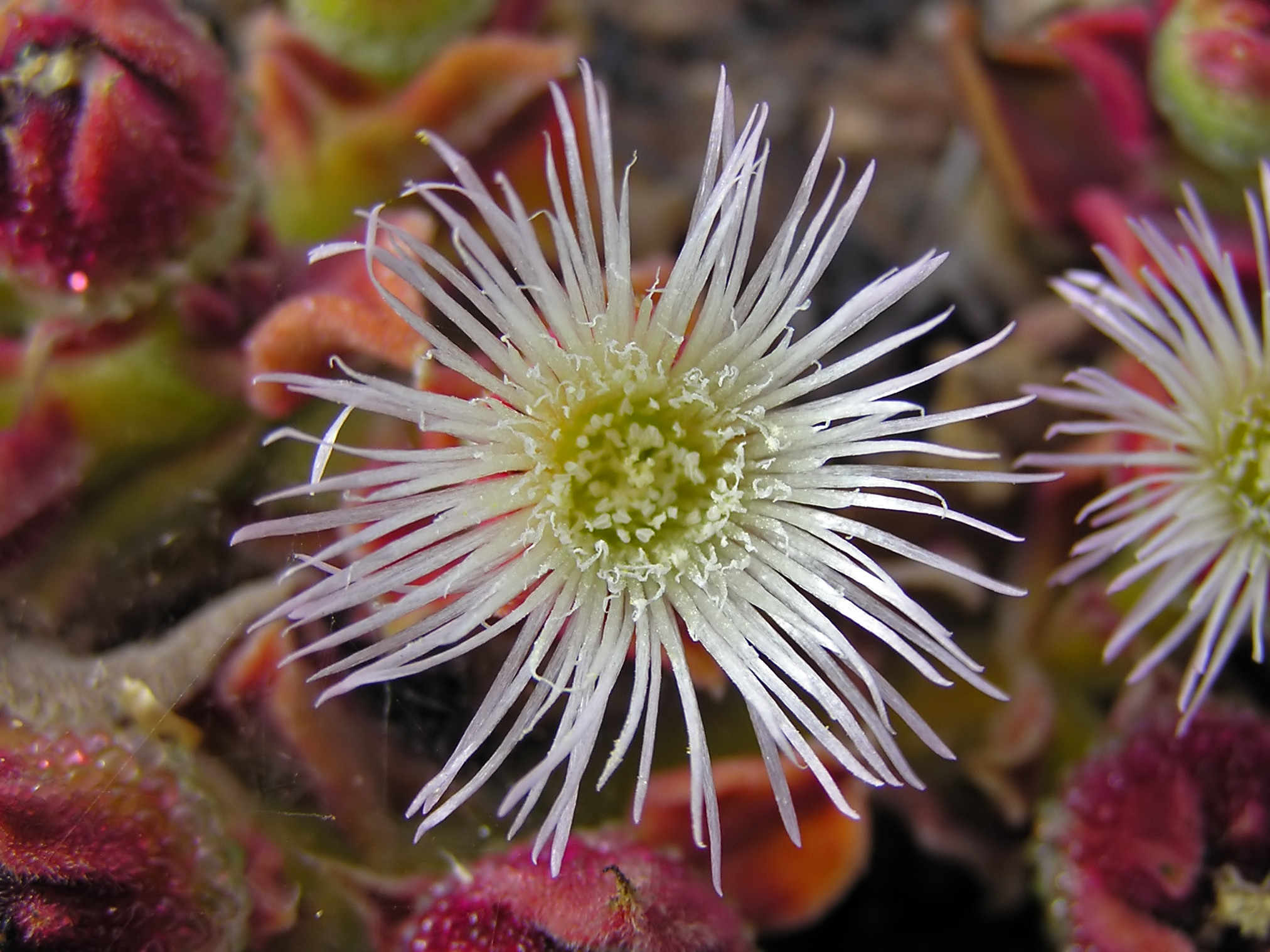
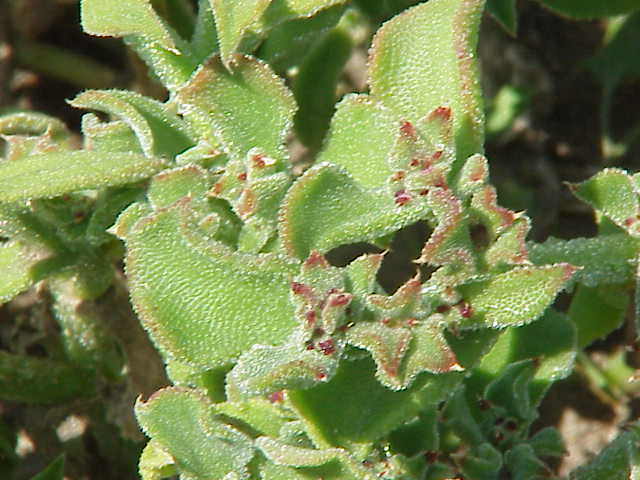
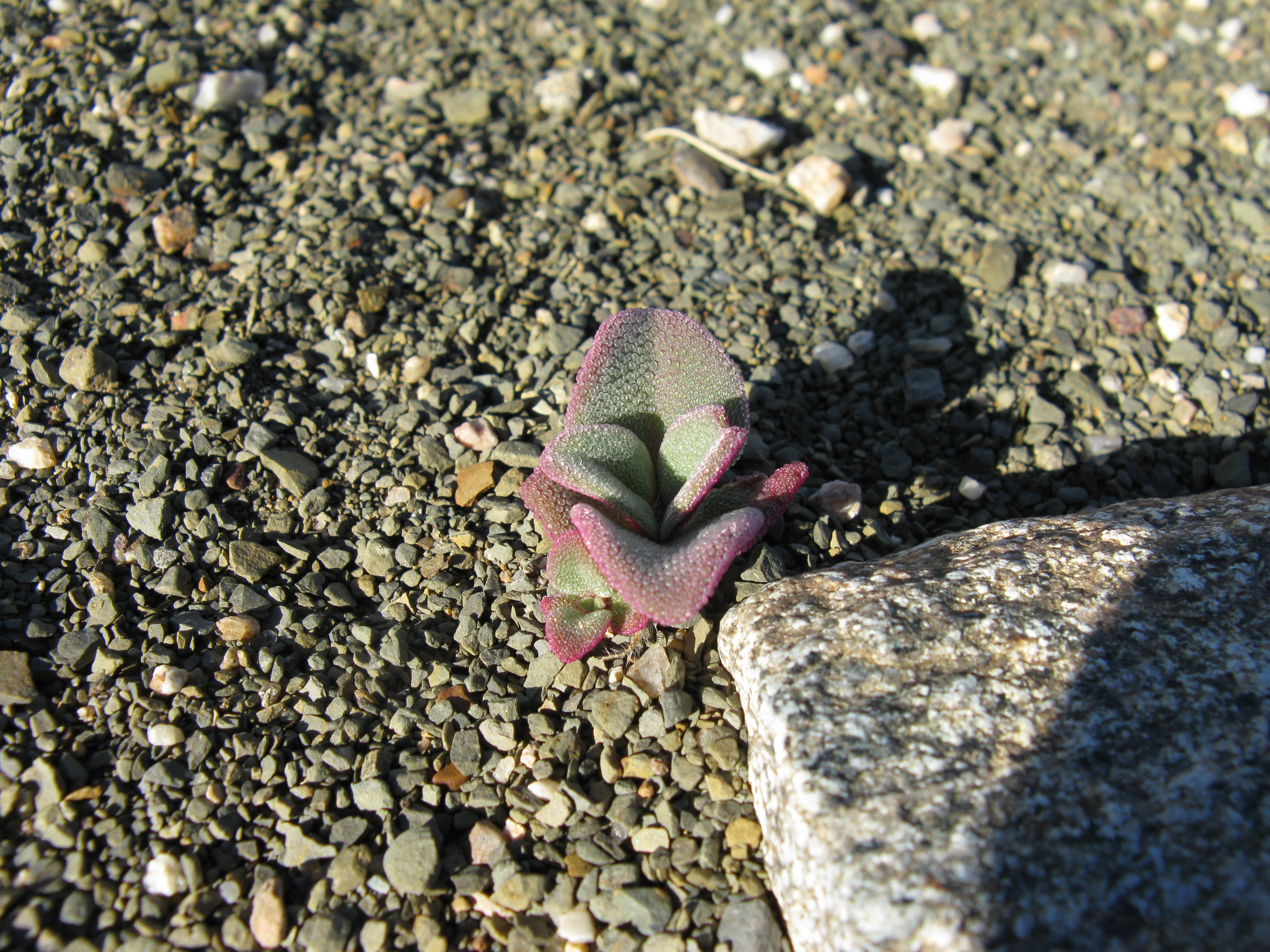
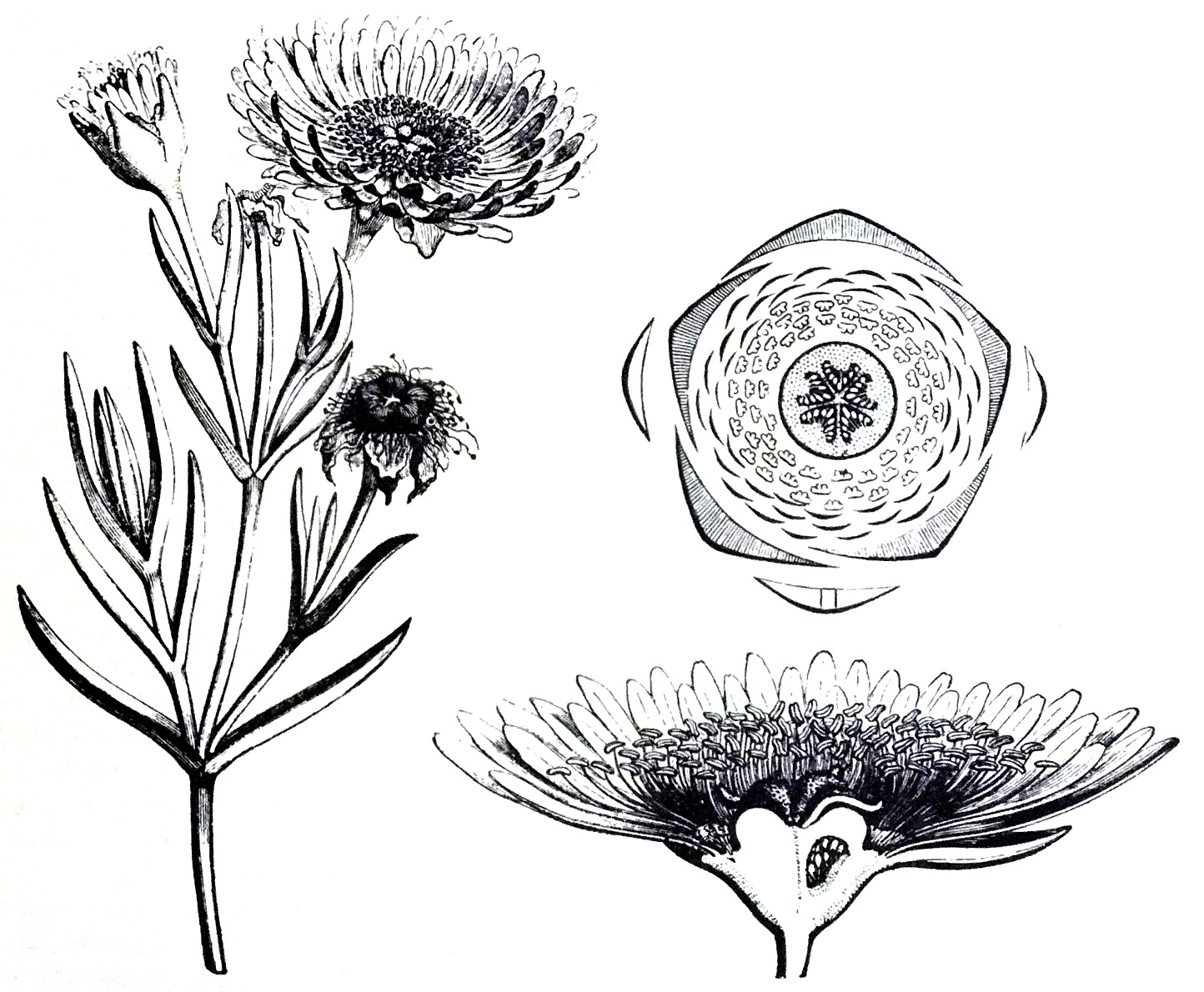